# Bitwa o Wilno (1655)
Bitwa o Wilno miała miejsce w dniach 7–9 sierpnia 1655 w pobliżu Wilna. Była to jedna z bitew w czasie wojny polsko-rosyjskiej 1654–1667. Wojska litewskie pod dowództwem hetmanów Janusza Radziwiłła i Wincentego Korwina Gosiewskiego zostały pokonane przez wojska rosyjskie cara Aleksego, wspomagane przez Kozaków Iwana Zołotareńki. Po wygranej bitwie z regularnymi siłami litewskimi (7-8 sierpnia), wojska rosyjskie szybko złamały opór mieszkańców i 10 sierpnia car Aleksy tryumfalnie wjechał do Wilna.
Był to pierwszy raz, gdy obce wojska opanowały całe miasto, w tym zespół zamkowy. Na skutek pożarów, grabieży i rzezi mieszkańców (a także okolicznej ludności, która schroniła się w mieście), do której doszło na skutek rozpasania wojsk rosyjskich (głównie Kozaków), miasto zostało znacząco zniszczone; według szacunków zginęło ponad 20 tys. mieszkańców. Rzeź mieszkańców trwała 3 dni, a miasto płonęło przez 17 dni. Zniszczeniu uległo wiele cennych budowli, nigdy już nieodbudowanych. Wilno przez długi czas nie odzyskało swojej dawnej świetności (według szacunków historyków, ok. 1650 Wilno miało 45 tys. mieszkańców, a 50 lat później - tylko 4 tys., dopiero ok. 1850 populacja Wilna przekroczyła 45 tys.).
Podczaszy nowogródzki i pamiętnikarz Jan Cedrowski (1617–1688) tak pisał o okresie okupacji rosyjskiej: „Głód straszny tak nastąpił, że trwał aż do żniw 1657 r., tak że kotki wszystkie, psy zdechliny ludzie jadali, a na dodatek rżnęli ludzi i ciała ludzkie jedli i umarłym trupom ludzkim wyleżeć się w grobie nie dali”.
Miasto zostało odbite przez wojska Rzeczypospolitej pod dowództwem Michała Kazimierza Paca dopiero w sierpniu 1660 (zobacz: bitwa o Wilno (1660).